# 帝国改革
帝国改革（拉丁語：Reformatio imperii）是在15世纪和16世纪反复尝试调整神圣罗马帝国的结构和宪法秩序（Verfassungsordnung）的改革。帝国改革意在造就一個以适应现代早期的国家和一个统一的政府，无论是在帝國政治體中，还是在皇帝的至高无上的情况下。